# ケサンの戦い
ケサンの戦い（ケサンのたたかい, 英: Battle of Khe Sanh, ベトナム語：Chiến dịch Đường 9 - Khe Sanh / 戰役塘9-溪生）は、ベトナム戦争において1968年1月以降アメリカ軍と北ベトナム軍が南北ベトナム間の非武装地帯（DMZ）から25キロメートル南にアメリカ軍が設営したケサン戦闘基地を巡って繰り広げた戦闘である。

## 背景
ベトナム戦争期間中、南ベトナム政府を支援するアメリカ軍が最も北ベトナムに近い地域に設けたケサン戦闘基地は、1,200メートルの滑走路を備えた約2平方キロメートルの基地で、周囲のS881高地、861高地、558高地、N881高地の4箇所に前衛陣地を備えていた。ケサン基地は南北ベトナムを結ぶ国道9号線の北側にあり、北ベトナムからラオスに通じる北ベトナム軍の補給路であるホーチミン・ルートの破壊を目的にしていた。北ベトナムはテト攻勢に先立ち、ホーチミン・ルートの安全確保とテト攻勢の作戦地域となる南ベトナムの人口密集地域からアメリカ軍を出来る限り引き寄せる事を求めて正規軍2個師団を投入してケサン基地の包囲殲滅を画策した。

## 戦いの経過
1967年4月から5月にかけてケサン基地周辺で小規模な衝突があったが、北ベトナムが1968年1月31日からのテト攻勢に備えて本格的に同地の攻略を開始したのは1968年1月中旬からだった。北ベトナムの正規軍第304師団が基地の西方から、第325師団が基地の北方から砲撃開始と同時に塹壕により、アメリカ海兵隊2個連隊と南ベトナム政府軍レンジャー部隊が守るケサン基地に迫った。もともとケサン基地の東は北ベトナム軍の支配下にあり、2万の兵力で西と北を圧迫されたアメリカ軍は補給路を断たれ、15年前のインドシナ戦争でフランス植民地軍が一敗地にまみれたディエン・ビエン・フーの戦いと同じように空路での補給を余儀なくされた。
1月31日からのテト攻勢開始以降、守りが後手に回ったアメリカ軍に対して、北ベトナム軍は人的被害を省みず積極的に攻撃を加え、2月の中旬には北方に控えていた師団予備兵力3,000の投入も行われ、一時は戦力比が4倍にもなる兵力を投入した。これに対しアメリカ軍は77日間の戦闘期間中に1,120回にも及ぶ物資の空輸を行い、兵力投入がままならない中で空軍、海軍、海兵隊の各航空部隊が協力し延べ2,700ソーティーにも及ぶボーイングB-52戦略爆撃機 による航空作戦「ナイアガラ」を実施し約114,000トンの爆弾を投下、攻める北ベトナム軍に出血を強いた。また、4月に入るとようやく戦力に余裕の出てきたアメリカ軍が地上からのケサン基地解放作戦「ペガサス」を発令し、北ベトナム軍をこの地域からの撤退に追い込むことに成功した。

## 戦いの結果と影響
北ベトナム軍はテト攻勢の作戦地域となった南ベトナムの人口密集地域から30000人のアメリカ軍を引き寄せる事に成功し戦略的に勝利した。また、アメリカ軍は周囲が共産勢力の勢力下にあるケサン基地を維持するコストが高くつくことや、塹壕に対する航空爆撃の威力が比較的低いことなどから7月に入るとケサン基地を破壊して撤収することとなった。最前線のケサン基地を放棄するという決定はテト攻勢とともにアメリカ国民に大きなダメージを与え、これを境にアメリカ国民の中にベトナム撤退支持層が増えることにつながった。